# Ludvík Kunc
Ludvík Kunc (17. května 1934, Olešná u Rakovníka – 28. června 2021) byl český zoolog, publicista a výtvarník. Byl jakýmsi guru ochranářů rysů a dalších velkých šelem v České republice. Respekt získal i mezi odbornými zoology a myslivci. Svojí tvorbou a činností dokázal inspirovat generace následovníků a vzbudit mezi nimi zájem o ochranu a studium života velkých šelem, a to nejen u nás, ale i v zahraničí. Za ochranu velkých šelem v Beskydech získal cenu Josefa Vavrouška.
Výrazně se zasloužil o to, aby proběhly evropské projekty reintrodukce rysa v oblastech, kde tato šelma před desítkami let vymizela. Zasadil se o odchyt a dodání živých rysů ze Slovenska, a ti byli následně v rámci reintrodukčních programů vypouštěni v několika evropských zemích. V rámci svého působení v ostravské zoologické zahradě rysům zajišťoval karanténu a veterinární vyšetření a zprostředkoval jejich dodání do místa vypouštění.
Uskutečnění plánu pomohl i fakt, že Ludvík Kunc byl znalcem života těchto šelem. Jejich každodenní chování, lovecké zvyklosti i povahu sledoval jednak v beskydské přírodě, kde je stopoval stovky kilometrů a chránil, ale vhled do rysí povahy mu poskytl i Sixi – jedno z rysích mláďat, které se narodilo v ostravské zoo. Své zkušenosti s péčí o rysa popsal v knize Můj přítel rys.

## Život

### Dětství a studia
Základní vzdělání získal v Rakovníku. Rodina Ludvíka Kunce se starala o hospodářství s koňmi, kozami i drůbeží. Každodenní šestikilometrová cesta z Olešné do Rakovníka přinášela Ludvíkovi první příležitosti detailně pozorovat a následně výtvarně ztvárňovat život zvířat.
Nesporný výtvarný talent umožnil Ludvíkovi studovat v Praze grafickou školu a později také Vysokou školu uměleckoprůmyslovou. Vystudoval knižní grafiku a ilustraci. Zájem o zvířata a malování ho nejčastěji přiváděly do pražské zoologické zahrady.

### Produktivní věk
Po ukončení studia nezískal v Praze adekvátní pracovní nabídku, a tak se odstěhoval na sever Moravy – do Rýmařova v podhůří Jeseníků. Na místní škole působil mj. jako učitel kreslení. V Rýmařově se také oženil, dlouho zde však nezůstal. Pracovní uplatnění nalezl v zoologické zahradě v Ostravě, kde působil až do sedmdesáti let, tj. celkem 43 roků (1961–2004). V roce 1968 po písemném protestu proti vstupu sovětských vojsk na naše území mu bezprostředně hrozil vyhazov ze zoo. Nadále žil a tvořil v Ostravě.

### Reintrodukce rysů v západní Evropě
Od konce 60. let stál Ludvík Kunc u zrodu dlouhodobého projektu zaměřeného na návrat rysa ostrovida do několika oblastí v Evropě, odkud tato šelma před desítkami let vymizela. Rysi byli chycení ve slovenských lesích a putovali do několika oblastí přes ostravskou zoo. Za celou dobu reintrodukčního programu až do roku 1984, kdy tato činnost ustala (částečně kvůli nasycení “trhu” a částečně kvůli úřednímu zákazu), bylo na Slovensku odchyceno zhruba sto jedinců rysa ostrovida, do volné přírody se vrátila zhruba polovina. Na Slovensku odchycení a ostravskou karanténou prošlí rysi byli vysazeni v Česku (CHKO Šumava), Německu (Bavorský národní park), Slovinsku, Francii, Rakousku, Itálii a Švýcarsku. Ludvík Kunc se osobně vypouštění rysů do volné přírody z politických důvodů nemohl účastnit.

## Ludvík Kunc a Vlčí a Rysí hlídky
Ludvík Kunc inicioval založení dobrovolných Vlčích a Rysích hlídek Hnutí DUHA, které od roku 1999 pravidelně v terénu monitorují velké šelmy. „Když jsem s tím začínal, žilo u nás jen pár rysů. A protože jsou Beskydy přece jen rozsáhlé území, vybral jsem si oblast Smrku a Kněhyně, kde se mi to zdálo rysům nejbližší. Měl jsem dost času, takže jsem tudy procházel dvakrát třikrát týdně. Tlapal jsem všude. Polesný, co tam tehdy byl, mi říkal, že měl kolikrát na mě namířeno, že mi hlavu ustřelí, vzteky, jenom prostě proto, že jsem tam byl pořád. A o to mi šlo, aby nikdo z těchto lidí neměl jistotu, že jsou v lese sami." O pět let později navázaly na činnost beskydských Vlčích hlídek tzv. Rysí hlídky na Šumavě, které zejména v první fázi reagovali na pytláctví šumavské rysí populace. Hnutí DUHA dnes organizuje Vlčí a Rysí hlídky ve všech oblastech výskytu velkých šelem v České republice.

## Rys Sixi
Rys Sixi byl jeden ze dvou rysích sourozenců, kteří se narodili v zoo Ostrava. Matka se o ně po poradu přestala starat, a proto přešli do lidské péče a starost o jejich výchovu převzal Ludvík Kunc. S rysem Sixim pořádal Ludvík Kunc dlouhé až několikatýdenní výlety do lesů, nezřídka za účelem filmování. Například dokumentární filmy německé a rakouské produkce vzniklé díky Sixiho záběrům nemalou měrou přispěly ochraně rysů v těchto zemích. Ludvík Kunc vychovával Sixiho polokrotkým způsobem, díky čemuž rys neztratil své přirozené chování a instinkty a dokázal si ulovit vlastní kořist. Právě pozorování chování divokého rysa poskytlo Ludvíku Kuncovi velmi cenné poznatky pro další práci na ochraně rysů. Rys Sixi doprovázel Ludvíka Kunce 13 let a také díky získaným zkušenostem se Ludvík Kunc stal odborným poradcem při evropských reintrodukčních programech. Sixiho sourozenec Pišta byl umístěn do olomoucké zoologické zahrady. Rys Sixi se dožil 13 let a v roce 1984 uhynul.

## Literární tvorba
Ludvík Kunc byl autorem 8 publikací, ve kterých popisuje své zážitky se zvířaty, výsledky svých pozorování i poznatky.
- Život s karpatským rysem (1993)
- Z medvědích a vlčích brlohů (1995)
- Můj přítel rys (1997)
- Opravník omylů ze světa zvířat (2000)
- Na medvědích stezkách (2005)
- Chci domů lva (2015)
- Vábení ostravské robky (2015)

## Malíř a ilustrátor
Ludvík Kunc byl veřejnosti známý také jako malíř s naprosto typickým “rukopisem”. Na stovkách akvarelových obrazů a perokreseb vyobrazoval běžné i vzácné druhy zvířat zasazené do jejich přirozeného prostředí. Jeho kresby a malby jsou také určitými studiemi chování divoce žijících zvířat, vždy vystihují charakteristický detail či pohyb ztvárňovaného zvířete. Malůvka rysího kotěte se stala symbolem projektu reintrodukce rysa na Šumavu (Projekt Lynx) a portrét rysí hlavy od Ludvíka Kunce byl několik let logem ostravské zoologické zahrady (po jeho odchodu do důchodu byl rysí portrét nahrazen hrochem). Jeho výtvarná tvorba zahrnovala i ilustrátorskou činnost: kromě svých vlastních knih ilustroval i 12 děl jiných autorů (Miloslav Nevrlý, Jaroslav Monte Kvasnica, Věra Koutecká a další).

## Filmografie
- Nezvyčajné priateľstvo (1978)
- Tajomné stopy
- Strážci beskydských šelem (2010)
- divoČINY (2013)

Spolupracoval též na seriálu Přátelé Zeleného údolí.

## Výběr z výstav
- Příroda štětcem Ludvíka Kunce, Praha – knihkupectví Academia, prosinec 2015
- Rok medvěda, Dolní Lomná, leden 2018
- Přírodou s Ludvíkem Kuncem, Opava – Slezské muzeum, červen – listopad 2017
- Výstava kreseb zvířat – IC Kohútka – prosinec 2015 až únor 2016

Byl autorem více než dvou set odborných článků zaměřených především na velké šelmy.